# Zelleromyces rogersonii
Zelleromyces rogersonii är en svampart som beskrevs av Fogel & States 2001. Zelleromyces rogersonii ingår i släktet Zelleromyces och familjen kremlor och riskor.   Inga underarter finns listade i Catalogue of Life.